# Club Deportivo Atlético Baleares (femenino)
El Club Deportivo Atlético Baleares Femenino es un equipo de fútbol femenino de la ciudad de Palma de Mallorca (Islas Baleares, España) fundado en 2018 como parte integrante del club masculino, fundado en 1920. Juega en la Primera Federación, segundo nivel del fútbol femenino español. Oficialmente forma parte del Balears Futbol Club, club vinculado a la entidad que agrupa al fútbol femenino y parte del fútbol base.

## Historia

### Precedente histórico (1984-85)
El equipo tuvo un precedente en los años 80, cuando el equipo del centro educativo CIDE de Palma de Mallorca se integró en el club blanquiazul en la temporada 1984-85. Ese mismo año se proclamó campeón de la Liga Regional de Mallorca y disputó los cuartos de final de la Copa de la Reina, pero no tuvo continuidad y el equipo se trasladó a otro club al finalizar la temporada.

### Equipo actual (desde 2018)
La sección actual fue presentada el 6 de agosto de 2018, formada por un plantel de 18 jugadoras. En su primera temporada (la 2018-19) el objetivo fue ascender a Primera Nacional (actual Tercera Federación), lográndolo sin problemas.
Ya en categorías nacionales, la temporada 2019-20 se planificó para consolidarse en la categoría, cumpliendo con el objetivo pese a que la temporada terminó súbitamente por culpa de la COVID-19. La 2020-21 fue planteada con objetivos más ambiciosos y con aspiraciones de ascender de categoría, quedando terceras y muy cerca del objetivo. En la 2021-22 el equipo quedó segundo y logró ascender a Segunda Federación, categoría de nueva creación.
Después del ascenso a Segunda Federación, la temporada 2022-23 se planificó para consolidarse en la categoría; però los resultados fueron excelentes y el equipo quedó tercero, a las puertas de un nuevo ascenso. En la 2023-24 quedaron segundas y disputar la fase de ascenso a Primera Federación contra el filial del UD Granadilla Tenerife (2-1 en casa y 2-2 fuera), logrando el ascenso a Primera Federación. De este modo, y después de seis años de vida, el club acumula tres ascensos en seis temporadas hasta alcanzar la segunda categoría absoluta del fútbol femenino nacional.

### Clasificaciones en Liga
| - 1984-85: Liga Regional (1r) - 1985-2018: No participó - 2018-19: Liga Autonómica (1r) | - 2019-20: Primera Nacional, Grupo 3 (7.º) - 2020-21: Primera Nacional, Grupo 3 (3.º) - 2021-22: Primera Nacional, Grupo 3 (2.º) | - 2022-23: Segunda Federación, Grupo Sur (3.º) - 2023-24: Segunda Federación, Grupo Norte (2.º) - 2024-25: Primera Federación |

 - Ascenso 

 - Descenso

### Clasificaciones en Copa
- 1984-85: 1/4 final

## Uniforme
- Uniforme titular: Camiseta blanquiazul, pantalón blanco, medias blancas.
- Uniforme alternativo: Camiseta amarilla, pantalón negro, medias amarillas.

## Estadio
El equipo juega sus partidos en el Campo de Son Malferit, con capacidad para 1200 espectadores. El campo es de césped artificial.

## Datos del club
- Temporadas en Primera Federación (1): 2024-25
- Temporadas en Segunda Federación (2): 2022-23, 2023-24
- Temporadas en Primera Nacional (3): 2019-20, 2020-21 y 2021-22
- Temporadas en categorías regionales (2): 1984-85 y 2018-19

## Jugadoras y cuerpo técnico

### Plantilla temporada 2024-25
(*) Jugadoras con ficha del equipo sub-23 o filial
Área técnica
- Coordinadora: Marina Tugores

## Cronología de entrenadores
- Javier Herreros (2018-20)
- Txema Expósito (2020-)

## Futbol base
Desde 2019 el club tiene un segundo equipo que compiten en categoría territorial del fútbol balear. Desde 2020 tiene un tercer equipo y desde 2024 un cuarto.

### Clasificaciones en Liga
| - 2019-20: Liga Autonómica (4.º) - 2020-21: Liga Autonómica, Gr. B (2.º) | - 2021-22: Liga Autonómica (5.º) - 2022-23: Liga Autonómica (1.º) | - 2023-24: Tercera Federación, Gr. 3 (8.º) - 2024-25: Tercera Federación, Gr. 3 |

## Trofeo Margarita Miranda
El Trofeo Margarita Miranda es un torneo de verano de fútbol femenino que se celebra anualmente desde 2022 entre el primer equipo femenino y otro equipo invitado. Sirve de presentación oficial del equipo antes de comenzar la temporada regular y rinde homenaje a Margarita Miranda Bordoy, una de las primeras mujeres destacadas en el fútbol de las Islas Baleares.

## Palmarés
- Liga Autonómica (1): 2018-19
- Regional Mallorca (1): 1984-85
- Subcampeón de Segunda Federación (1): 2023-24
- Subcampeón de Primera Nacional (1): 2021-22